# Cleora propulsaria
Cleora propulsaria là một loài bướm đêm trong họ Geometridae.